# Лазский дом

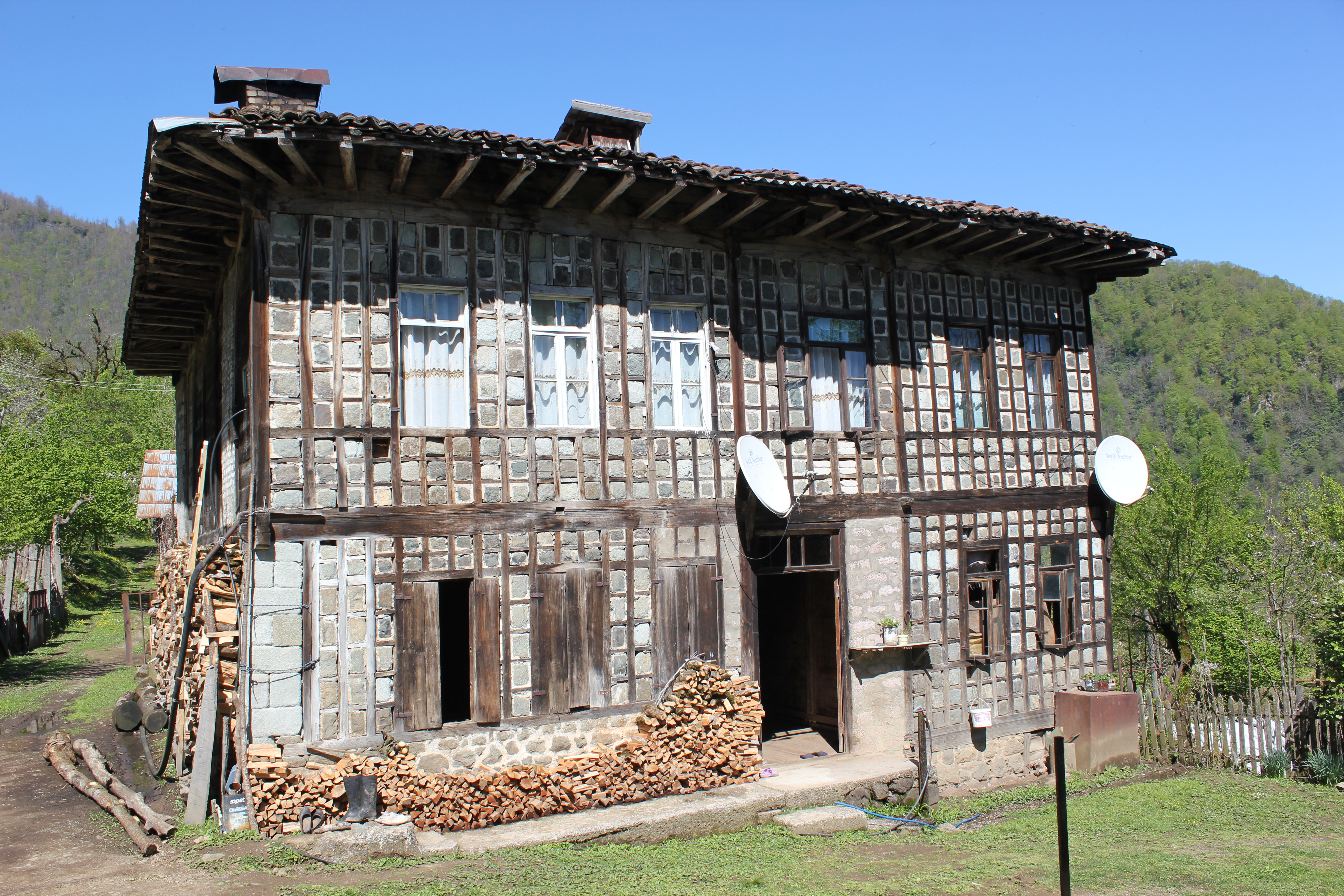
Традиционный грузинский (лазский) дом, Зундаги (дом Вердзадзе), Аджария, Грузия.

Лазский дом (лаз. ოხორი, ohori; ოხოი, ohoi; груз. ლაზური სახლი) — пример традиционной народной архитектуры, характерной для лазов. Однако данные сооружения использовались не только лазами, но и аджарцами.
Лазские дома были преимущественно распространены в исторической Лазистана и в юго-западной части Аджарии. Лазы называли свои дома «Охои» или «Охори», что означало жилище, а в более широком смысле также семья.
Планировка лазского дома, как правило, представляла собой прямоугольник или приближенный к квадрату периметр. Часто дома строились двухэтажными, что позволяло рационально использовать сложный рельеф региона. Нижний этаж выполнял хозяйственные функции (винодельня, сушка фруктов, помещение для скота), тогда как верхний этаж был жилым. Центральным пространством дома являлся семейный зал, служивший основным местом собрания семьи. Семейный зал был наиболее просторным помещением в доме, его площадь составляла около 28–30 м².
Пол выполнялся из глины, а ключевым элементом пространства выступал центральный очаг или камин. При наличии двух очагов в зале это означало, что в доме проживали две семьи. Отличительной чертой лазских домов было отсутствие потолочного перекрытия в семейном зале, что требовало устройства отверстия для выхода дыма в крыше (Саркуме). Данный термин происходит от лазского слова Ркума, означающего дым, и имеет языковую связь с грузинским словом Саркмели (окно).
Доступ в семейный зал осуществлялся либо через открытую террасу (балкон), либо через полукоридор, представлявший собой частично закрытый проход. Лазские дома имели многокамерную структуру, включающую в себя пять-шесть отдельных помещений, но их число могло варьироваться в зависимости от потребностей семьи.
Отличительной особенностью было использование решетчатой конструкции стен: деревянные балки переплетались в форме сетки, образуя каркас с квадратными ячейками. В эти ячейки вставлялись разноцветные речные камни, создавая мозаичный фасад, который придавал постройкам выразительный декоративный облик.